# Свидание с Джуди
«Свидание с Джуди» (англ. A Date With Judy) — американский мюзикл 1948 года, снятый Ричардом Торпом. В главных ролях — Уоллес Бири, Джейн Пауэлл и Элизабет Тейлор.

## Сюжет
Джуди Фостер — солистка школьного оркестра. Вместе с друзьями она тщательно готовится к вечеру танцев. Её поведение на сцене не нравится руководительнице школьного балла — Кэрол Прингл. Она считает её слишком беззаботной.
Когда наступает праздник, оказывается, что постоянный кавалер Джуди не сможет пойти с ней на бал. Девушку это очень огорчает, и она просит знакомого хозяина кафе отпустить его племянника вместе с ней. Новый кавалер найден, а отец Джуди тем временем уделяет слишком много внимания танцовщице Росите. С этим также надо что-то делать…

## В ролях
- Уоллес Бири — Мелвин Р. Фостер
- Джейн Пауэлл — Джуди Фостер
- Элизабет Тейлор — Кэрол Прингл
- Кармен Миранда — Росита Кочиллас
- Шавье Кугат — в роли себя
- Роберт Стэк — Стефен Эндрюс
- Скотти Бекетт — Огги Прингл
- Селена Ройл — миссис Фостер
- Леон Эймс — Люсьен Т. Прингл
- Джордж Кливленд — Гремпс